# Batavia Downs Airport
Batavia Downs Airport är en flygplats i Australien. Den ligger i kommunen Cook och delstaten Queensland, omkring 2 000 kilometer nordväst om delstatshuvudstaden Brisbane.
Trakten runt Batavia Downs Airport är nära nog obefolkad, med mindre än två invånare per kvadratkilometer.. Det finns inga samhällen i närheten.
I omgivningarna runt Batavia Downs Airport växer huvudsakligen savannskog. Genomsnittlig årsnederbörd är 1 535 millimeter. Den regnigaste månaden är januari, med i genomsnitt 454 mm nederbörd, och den torraste är augusti, med 2 mm nederbörd.